# Batalla de Puente Alsina
Batalla de Puente Alsina (ciudad de Buenos Aires, 21 de junio de 1880, combate entre las fuerzas leales al presidente Nicolás Avellaneda y las rebeldes que respondían al gobernador de Buenos Aires, Carlos Tejedor. Fue la penúltima de las batallas de las guerras civiles argentinas en el marco de la Revolución de 1880, y su resultado táctico favorable a los rebeldes no tuvo importancia estratégica debido a que quedaron en posición estrictamente defensiva.

## Antecedentes
Después de la solución del conflicto entre Buenos Aires y las provincias del interior con el triunfo de la capital y sus políticas, quedaba aún por resolver la ubicación de la capital (que se descontaba que sería la ciudad de Buenos Aires) y su carácter legal. El Partido Autonomista, en el poder desde 1868, pretendía federalizarla para no depender de la provincia. Los grupos dominantes en la ciudad querían continuar en la situación de indefinición legal que le permitía a la provincia mayor presionar y dominar al gobierno nacional.
El enfrentamiento entre el presidente Nicolás Avellaneda y el gobernador Carlos Tejedor tenía esa naturaleza, a pesar de que este pretendía que se oponía a las presiones de una “liga de gobernadores”, que había logrado la victoria electoral de Avellaneda. Cuando la liga volvió a funcionar a favor de su ministro Julio Argentino Roca, los porteños se lanzaron a la rebelión, armando fuertemente a sus milicias.
El presidente abandonó la ciudad y declaró capital provisional al vecino pueblo de Belgrano, hoy barrio de la capital. Cercó Buenos Aires con fuertes ejércitos y ordenó atacar. La batalla de Olivera fue un triunfo estratégico de los porteños, que lograron introducir algo menos de 10 000 hombres desde el interior de la provincia. La siguiente batalla, en Barracas sirvió a los porteños para frenar el avance de los nacionales desde el sur, pero los obligó a encerrarse en la misma ciudad.

## La batalla
La principal división porteña, al mando del general José Inocencio Arias, después de rechazar al enemigo, quedó defendiendo el Puente Alsina sobre el Riachuelo. En lugar de atacarlos por el frente, los nacionales lo atacaron por el oeste, al mando del general Eduardo Racedo, en la madrugada del 21 de junio de 1880. Avanzando en silencio, se apoderaron del mismo puente, siendo enseguida atacados por las fuerzas de Arias.
La batalla duró varias horas, en que hubo que lamentar alrededor de 500 muertos, los porteños lograron apoderarse brevemente del puente. Pero la superioridad numérica de los nacionales les permitió reconquistarlo, obligando a las fuerzas rebeldes a retirarse de allí. Arias informó al gobernador que había derrotado completamente a Racedo, cosa muy discutible. Pero aún si así fuera, la dureza de la batalla lo obligó a retirarse hacia el norte, hacia la Meseta de los Corrales Viejos.

## Consecuencias
Al día siguiente, tras otra batalla indecisa en los Corrales Viejos, el gobierno provincial iniciaría negociaciones de paz. Tejedor, convencido de que nunca podría ganar, decidió detener las matanzas y renunció.
En pocos meses más, antes aún de la asunción presidencial de Roca, la provincia fue intervenida, su capital federalizada y sus milicias disueltas.